# Lagarde et Michard

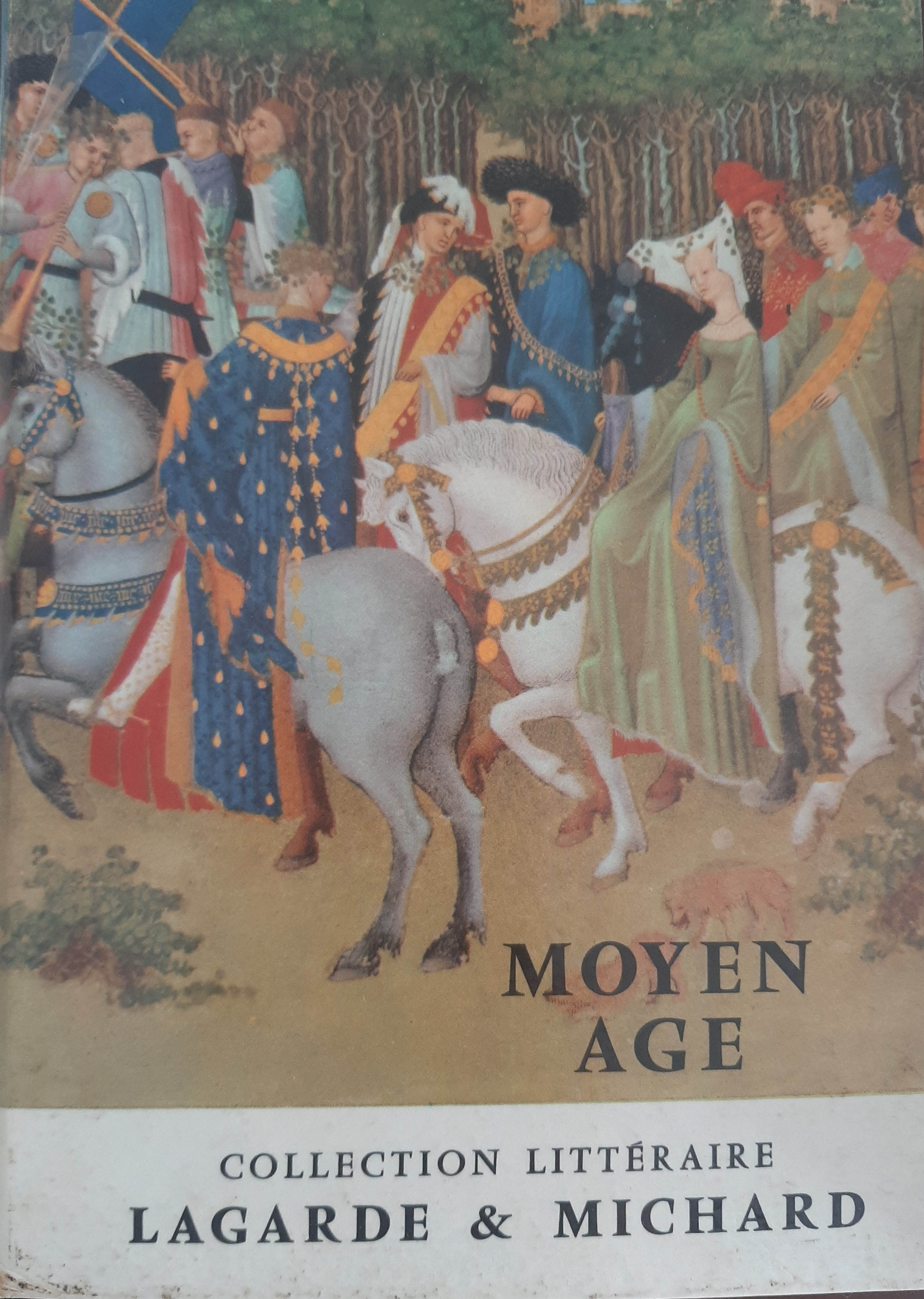
Première de couverture du Lagarde et Michard Moyen-Âge, extrait des Très Riches Heures du duc de Berry (calendrier, mai, folio 5).

Le Lagarde et Michard est un manuel scolaire de littérature française, illustré et en plusieurs volumes, regroupant des biographies et des textes choisis d'auteurs, accompagné de notes, de commentaires et de questions destinées aux élèves, qui a longtemps servi de base à l'enseignement de la littérature dans l'enseignement secondaire en France et dans d'autres pays francophones.

## Historique
Les auteurs de cette anthologie sont André Lagarde et Laurent Michard, professeurs de lettres supérieures dans les années 1950-1960 respectivement aux lycées Louis-le-Grand et Henri-IV à Paris (puis inspecteurs généraux de l'Éducation nationale).
Cette anthologie comporte 6 volumes, publiés aux éditions Bordas de 1948 à 1962 sous le titre Textes et littérature : Les grands auteurs français du programme :
1. Moyen Âge (publié en 1948) ;
2. XVIe siècle (publié en 1949) ;
3. XVIIe siècle (publié en 1951) ;
4. XVIIIe siècle (publié en 1953) ;
5. XIXe siècle (publié en 1955) ;
6. XXe siècle (publié en 1962).

Bien que le chiffre demeure inconnu, le tirage de l'ensemble des volumes du Lagarde et Michard constitue un des records de l'édition pédagogique française. Les éditions Bordas annoncent dans les années 1980 que le cap des 20 millions d'exemplaires est franchi. À partir de 1992, le manuel n'est plus prescrit en milieu scolaire, mais reste un « usuel » de référence. Une nouvelle édition sous forme d'un coffret de 4 volumes, publiée depuis 2003, fait l'objet de retirages réguliers, accompagnée désormais d'un cédérom.

## Hommages
- Le 1er mars 1984, le journal Libération publia une nécrologie de Laurent Michard sous la forme d'un pastiche du Lagarde et Michard, écrit par Gérard Lefort[5].
- Le Lagarde et Michard a fait l'objet d'un pastiche en 2004, consacré à la « mauvaise » littérature du XXIe siècle : Le Jourde & Naulleau[6].